# Mabra charonialis
Mabra charonialis là một loài bướm đêm trong họ Crambidae.